# Europamästerskapet i fotboll för damer 2005
Europamästerskapet i fotboll för damer 2005, officiellt UEFA Women's Euro 2005, var en fotbollsturnering för damlandslag som spelades mellan 5 och 19 juni 2005 i England. Mästerskapet vanns av Tyskland som besegrade Norge i finalen med 3–1.

## Kval
I kvalet deltog 34 nationer fördelade på två divisioner. Endast de högst rankade lagen som spelade i den övre divisionen kunde kvala in till EM-slutspelet och de övriga kunde kvala upp till den övre divisionen inför nästa kval. Gruppvinnarna i de fyra grupperna i den övre divisionen gick direkt till slutspelet och grupptvåorna och grupptreorna fick spela ett playoff om de resterande tre platserna. England var direktkvalificerade som värdnation.
Kvalificerade lag
- Danmark
- England (värdnation)
- Finland
- Frankrike
- Italien
- Norge
- Sverige
- Tyskland

## Spelorter
Fem arenor i lika många städer användes under turneringen. Finalen spelades på Ewood Park i Blackburn.
Följande arenor och orter stod värd för europamästerskapet i fotboll för damer 2005:
| Blackburn                     | Warrington                        | Preston                           | Blackpool           | Manchester                 |
| ----------------------------- | --------------------------------- | --------------------------------- | ------------------- | -------------------------- |
| Ewood Park                    | Halliwell Jones Stadium           | Deepdale                          | Bloomfield Road     | City of Manchester Stadium |
| Kapacitet: 31 367             | Kapacitet: 13 024                 | Kapacitet: 23 408                 | Kapacitet: 16 220   | Kapacitet: 47 826          |
| 2 gruppspelsmatcher & finalen | 3 gruppspelsmatcher & 1 semifinal | 3 gruppspelsmatcher & 1 semifinal | 3 gruppspelsmatcher | 1 gruppspelsmatch          |
|                               |                                   |                                   |                     |                            |

## Spelartrupper
Alla deltagande lagen bestod av tjugo spelare varav tre målvakter.

## Gruppspel

### Grupp A
| Nr | Lag     | S | V | O | F | GM | IM | MS | P |
| -- | ------- | - | - | - | - | -- | -- | -- | - |
| 1  | Sverige | 3 | 1 | 2 | 0 | 2  | 1  | +1 | 5 |
| 2  | Finland | 3 | 1 | 1 | 1 | 4  | 4  | 0  | 4 |
| 3  | Danmark | 3 | 1 | 1 | 1 | 4  | 4  | 0  | 4 |
| 4  | England | 3 | 1 | 0 | 2 | 4  | 5  | −1 | 3 |

|       | 5 juni 2005 | Sverige             | 1 – 1           | Danmark               | Bloomfield Road                                  |                                                  |
| UTC+1 | UTC+1       | Hanna Ljungberg 21′ | (1 – 1) Rapport | 29′ Johanna Rasmussen | Blackpool Publik: 3 231 Domare: Kari Seitz (USA) | Blackpool Publik: 3 231 Domare: Kari Seitz (USA) |
| UTC+1 | UTC+1       |                     |                 |                       | Blackpool Publik: 3 231 Domare: Kari Seitz (USA) | Blackpool Publik: 3 231 Domare: Kari Seitz (USA) |
| UTC+1 | UTC+1       |                     |                 |                       | Blackpool Publik: 3 231 Domare: Kari Seitz (USA) | Blackpool Publik: 3 231 Domare: Kari Seitz (USA) |

|       | 5 juni 2005 | England                                                      | 3 – 2           | Finland                                   | City of Manchester Stadium                              |                                                         |
| UTC+1 | UTC+1       | Sanna Valkonen 18′ (sjm.) Amanda Barr 40′ Karen Carney 90+1′ | (2 – 0) Rapport | 56′ Anna-Kaisa Rantanen 88′ Laura Kalmari | Manchester Publik: 29 092 Domare: Gyöngyi Gaál (Ungern) | Manchester Publik: 29 092 Domare: Gyöngyi Gaál (Ungern) |
| UTC+1 | UTC+1       |                                                              |                 |                                           | Manchester Publik: 29 092 Domare: Gyöngyi Gaál (Ungern) | Manchester Publik: 29 092 Domare: Gyöngyi Gaál (Ungern) |
| UTC+1 | UTC+1       |                                                              |                 |                                           | Manchester Publik: 29 092 Domare: Gyöngyi Gaál (Ungern) | Manchester Publik: 29 092 Domare: Gyöngyi Gaál (Ungern) |

|       | 8 juni 2005 | England                  | 1 – 2           | Danmark                                          | Ewood Park                                                       |                                                                  |
| UTC+1 | UTC+1       | Fara Williams 52′ (str.) | (0 – 0) Rapport | 80′ Merete Pedersen 88′ Cathrine Paaske Sørensen | Blackburn Publik: 14 695 Domare: Alexandra Ihringová (Slovakien) | Blackburn Publik: 14 695 Domare: Alexandra Ihringová (Slovakien) |
| UTC+1 | UTC+1       |                          |                 |                                                  | Blackburn Publik: 14 695 Domare: Alexandra Ihringová (Slovakien) | Blackburn Publik: 14 695 Domare: Alexandra Ihringová (Slovakien) |
| UTC+1 | UTC+1       |                          |                 |                                                  | Blackburn Publik: 14 695 Domare: Alexandra Ihringová (Slovakien) | Blackburn Publik: 14 695 Domare: Alexandra Ihringová (Slovakien) |

|       | 8 juni 2005 | Sverige | 0 – 0   | Finland | Bloomfield Road                                           |                                                           |
| UTC+1 | UTC+1       |         | Rapport |         | Blackpool Publik: 1 491 Domare: Dagmar Damková (Tjeckien) | Blackpool Publik: 1 491 Domare: Dagmar Damková (Tjeckien) |
| UTC+1 | UTC+1       |         |         |         | Blackpool Publik: 1 491 Domare: Dagmar Damková (Tjeckien) | Blackpool Publik: 1 491 Domare: Dagmar Damková (Tjeckien) |
| UTC+1 | UTC+1       |         |         |         | Blackpool Publik: 1 491 Domare: Dagmar Damková (Tjeckien) | Blackpool Publik: 1 491 Domare: Dagmar Damková (Tjeckien) |

|       | 11 juni 2005 | England | 0 – 1           | Sverige          | Ewood Park                                                 |                                                            |
| UTC+1 | UTC+1        |         | (0 – 1) Rapport | 3′ Anna Sjöström | Blackburn Publik: 25 694 Domare: Nicole Petignat (Schweiz) | Blackburn Publik: 25 694 Domare: Nicole Petignat (Schweiz) |
| UTC+1 | UTC+1        |         |                 |                  | Blackburn Publik: 25 694 Domare: Nicole Petignat (Schweiz) | Blackburn Publik: 25 694 Domare: Nicole Petignat (Schweiz) |
| UTC+1 | UTC+1        |         |                 |                  | Blackburn Publik: 25 694 Domare: Nicole Petignat (Schweiz) | Blackburn Publik: 25 694 Domare: Nicole Petignat (Schweiz) |

|       | 11 juni 2005 | Finland                           | 2 – 1           | Danmark                      | Bloomfield Road                                                 |                                                                 |
| UTC+1 | UTC+1        | Laura Kalmari 6′ Heidi Kackur 16′ | (2 – 1) Rapport | 45′ Cathrine Paaske Sørensen | Blackpool Publik: 2 500 Domare: Alexandra Ihringová (Slovakien) | Blackpool Publik: 2 500 Domare: Alexandra Ihringová (Slovakien) |
| UTC+1 | UTC+1        |                                   |                 |                              | Blackpool Publik: 2 500 Domare: Alexandra Ihringová (Slovakien) | Blackpool Publik: 2 500 Domare: Alexandra Ihringová (Slovakien) |
| UTC+1 | UTC+1        |                                   |                 |                              | Blackpool Publik: 2 500 Domare: Alexandra Ihringová (Slovakien) | Blackpool Publik: 2 500 Domare: Alexandra Ihringová (Slovakien) |

### Grupp B
| Nr | Lag       | S | V | O | F | GM | IM | MS | P |
| -- | --------- | - | - | - | - | -- | -- | -- | - |
| 1  | Tyskland  | 3 | 3 | 0 | 0 | 8  | 0  | +8 | 9 |
| 2  | Norge     | 3 | 1 | 1 | 1 | 6  | 5  | +1 | 4 |
| 3  | Frankrike | 3 | 1 | 1 | 1 | 4  | 5  | −1 | 4 |
| 4  | Italien   | 3 | 0 | 0 | 3 | 4  | 12 | −8 | 0 |

|       | 6 juni 2005 | Tyskland          | 1 – 0           | Norge | Halliwell Jones Stadium                                    |                                                            |
| UTC+1 | UTC+1       | Conny Pohlers 61′ | (0 – 0) Rapport |       | Warrington Publik: 1 600 Domare: Nicole Petignat (Schweiz) | Warrington Publik: 1 600 Domare: Nicole Petignat (Schweiz) |
| UTC+1 | UTC+1       |                   |                 |       | Warrington Publik: 1 600 Domare: Nicole Petignat (Schweiz) | Warrington Publik: 1 600 Domare: Nicole Petignat (Schweiz) |
| UTC+1 | UTC+1       |                   |                 |       | Warrington Publik: 1 600 Domare: Nicole Petignat (Schweiz) | Warrington Publik: 1 600 Domare: Nicole Petignat (Schweiz) |

|       | 6 juni 2005 | Frankrike                                 | 3 – 1           | Italien             | Deepdale                                         |                                                  |
| UTC+1 | UTC+1       | Hoda Lattaf 16′ Marinette Pichon 20′, 30′ | (3 – 0) Rapport | 83′ Sara Di Filippo | Preston Publik: 957 Domare: Wendy Toms (England) | Preston Publik: 957 Domare: Wendy Toms (England) |
| UTC+1 | UTC+1       |                                           |                 |                     | Preston Publik: 957 Domare: Wendy Toms (England) | Preston Publik: 957 Domare: Wendy Toms (England) |
| UTC+1 | UTC+1       |                                           |                 |                     | Preston Publik: 957 Domare: Wendy Toms (England) | Preston Publik: 957 Domare: Wendy Toms (England) |

|       | 9 juni 2005 | Tyskland                                                            | 4 – 0           | Italien | Deepdale                                       |                                                |
| UTC+1 | UTC+1       | Birgit Prinz 11′ Conny Pohlers 18′ Steffi Jones 55′ Anja Mittag 74′ | (2 – 0) Rapport |         | Preston Publik: 1 279 Domare: Kari Seitz (USA) | Preston Publik: 1 279 Domare: Kari Seitz (USA) |
| UTC+1 | UTC+1       |                                                                     |                 |         | Preston Publik: 1 279 Domare: Kari Seitz (USA) | Preston Publik: 1 279 Domare: Kari Seitz (USA) |
| UTC+1 | UTC+1       |                                                                     |                 |         | Preston Publik: 1 279 Domare: Kari Seitz (USA) | Preston Publik: 1 279 Domare: Kari Seitz (USA) |

|       | 9 juni 2005 | Norge                 | 1 – 1           | Frankrike                    | Halliwell Jones Stadium                                |                                                        |
| UTC+1 | UTC+1       | Isabell Herlovsen 66′ | (0 – 1) Rapport | 20′ Stéphanie Mugneret-Béghé | Warrington Publik: 3 263 Domare: Gyöngyi Gaál (Ungern) | Warrington Publik: 3 263 Domare: Gyöngyi Gaál (Ungern) |
| UTC+1 | UTC+1       |                       |                 |                              | Warrington Publik: 3 263 Domare: Gyöngyi Gaál (Ungern) | Warrington Publik: 3 263 Domare: Gyöngyi Gaál (Ungern) |
| UTC+1 | UTC+1       |                       |                 |                              | Warrington Publik: 3 263 Domare: Gyöngyi Gaál (Ungern) | Warrington Publik: 3 263 Domare: Gyöngyi Gaál (Ungern) |

|       | 12 juni 2005 | Frankrike | 0 – 3           | Tyskland                                                    | Halliwell Jones Stadium                                              |                                                                      |
| UTC+1 | UTC+1        |           | (0 – 0) Rapport | 72′ Inka Grings 77′ (str.) Renate Lingor 83′ Sandra Minnert | Warrington Publik: 3 835 Domare: Floarea Cristina Ionescu (Rumänien) | Warrington Publik: 3 835 Domare: Floarea Cristina Ionescu (Rumänien) |
| UTC+1 | UTC+1        |           |                 |                                                             | Warrington Publik: 3 835 Domare: Floarea Cristina Ionescu (Rumänien) | Warrington Publik: 3 835 Domare: Floarea Cristina Ionescu (Rumänien) |
| UTC+1 | UTC+1        |           |                 |                                                             | Warrington Publik: 3 835 Domare: Floarea Cristina Ionescu (Rumänien) | Warrington Publik: 3 835 Domare: Floarea Cristina Ionescu (Rumänien) |

|       | 12 juni 2005 | Norge                                                                                    | 5 – 3           | Italien                                        | Deepdale                                                |                                                         |
| UTC+1 | UTC+1        | Lise Klaveness 7′, 57′ Marit Fiane Grødum 29′ Solveig Gulbrandsen 35′ Dagny Mellgren 44′ | (4 – 1) Rapport | 8′, 53′ Melania Gabbiadini 69′ Elisa Camporese | Preston Publik: 1 154 Domare: Dagmar Damková (Tjeckien) | Preston Publik: 1 154 Domare: Dagmar Damková (Tjeckien) |
| UTC+1 | UTC+1        |                                                                                          |                 |                                                | Preston Publik: 1 154 Domare: Dagmar Damková (Tjeckien) | Preston Publik: 1 154 Domare: Dagmar Damková (Tjeckien) |
| UTC+1 | UTC+1        |                                                                                          |                 |                                                | Preston Publik: 1 154 Domare: Dagmar Damková (Tjeckien) | Preston Publik: 1 154 Domare: Dagmar Damková (Tjeckien) |

## Slutspel

### Slutspelsträd
|  | Semifinaler  | Semifinaler |   |  | Final    | Final |  |
|  |              |             |   |  |          |       |  |
|  |              |             |   |  |          |       |  |
|  | Tyskland     | 4           |   |  |          |       |  |
|  | Finland      | 1           |   |  |          |       |  |
|  |              |             |   |  |          |       |  |
|  |              |             |   |  |          |       |  |
|  |              |             |   |  | Tyskland | 3     |  |
|  |              | Norge       | 1 |  |          |       |  |
|  |              |             |   |  |          |       |  |
|  |              |             |   |  |          |       |  |
|  |              |             |   |  |          |       |  |
|  |              |             |   |  |          |       |  |
|  | Sverige      | 2           |   |  |          |       |  |
|  | Norge (e.f.) | 3           |   |  |          |       |  |

### Semifinaler
|       | 15 juni 2005 | Tyskland                                              | 4 – 1           | Finland            | Deepdale                                                |                                                         |
| UTC+1 | UTC+1        | Inka Grings 3′, 12′ Conny Pohlers 8′ Birgit Prinz 62′ | (3 – 1) Rapport | 15′ Minna Mustonen | Preston Publik: 2 785 Domare: Dagmar Damková (Tjeckien) | Preston Publik: 2 785 Domare: Dagmar Damková (Tjeckien) |
| UTC+1 | UTC+1        |                                                       |                 |                    | Preston Publik: 2 785 Domare: Dagmar Damková (Tjeckien) | Preston Publik: 2 785 Domare: Dagmar Damková (Tjeckien) |
| UTC+1 | UTC+1        |                                                       |                 |                    | Preston Publik: 2 785 Domare: Dagmar Damková (Tjeckien) | Preston Publik: 2 785 Domare: Dagmar Damková (Tjeckien) |

|       | 16 juni 2005 | Sverige                  | 0000 2 – 3 (e.fl.) | Norge                                               | Halliwell Jones Stadium                           |                                                   |
| UTC+1 | UTC+1        | Hanna Ljungberg 43′, 89′ | (1 – 1) Rapport    | 41′, 109′ Solveig Gulbrandsen 65′ Isabell Herlovsen | Warrington Publik: 5 722 Domare: Kari Seitz (USA) | Warrington Publik: 5 722 Domare: Kari Seitz (USA) |
| UTC+1 | UTC+1        |                          |                    |                                                     | Warrington Publik: 5 722 Domare: Kari Seitz (USA) | Warrington Publik: 5 722 Domare: Kari Seitz (USA) |
| UTC+1 | UTC+1        |                          |                    |                                                     | Warrington Publik: 5 722 Domare: Kari Seitz (USA) | Warrington Publik: 5 722 Domare: Kari Seitz (USA) |

### Final
|             | 19 juni 2005 | Tyskland                                           | 3 – 1           | Norge              | Ewood Park                                                       |                                                                  |
| 15:15 UTC+1 | 15:15 UTC+1  | Inka Grings 21′ Renate Lingor 24′ Birgit Prinz 63′ | (2 – 1) Rapport | 41′ Dagny Mellgren | Blackburn Publik: 21 105 Domare: Alexandra Ihringová (Slovakien) | Blackburn Publik: 21 105 Domare: Alexandra Ihringová (Slovakien) |
| 15:15 UTC+1 | 15:15 UTC+1  |                                                    |                 |                    | Blackburn Publik: 21 105 Domare: Alexandra Ihringová (Slovakien) | Blackburn Publik: 21 105 Domare: Alexandra Ihringová (Slovakien) |
| 15:15 UTC+1 | 15:15 UTC+1  |                                                    |                 |                    | Blackburn Publik: 21 105 Domare: Alexandra Ihringová (Slovakien) | Blackburn Publik: 21 105 Domare: Alexandra Ihringová (Slovakien) |

## Skytteliga
| - Inka Grings |

| 3 mål                                   | 3 mål           | 3 mål          |
| --------------------------------------- | --------------- | -------------- |
| - Solveig Gulbrandsen - Hanna Ljungberg | - Conny Pohlers | - Birgit Prinz |

| 2 mål                                                                   | 2 mål                                                     | 2 mål                            |
| ----------------------------------------------------------------------- | --------------------------------------------------------- | -------------------------------- |
| - Cathrine Paaske-Sørensen - Laura Österberg Kalmari - Marinette Pichon | - Melania Gabbiadini - Isabell Herlovsen - Lise Klaveness | - Dagny Mellgren - Renate Lingor |

| 1 mål                                                                                             | 1 mål | 1 mål                                                                             |
| ------------------------------------------------------------------------------------------------- | --- | --------------------------------------------------------------------------------- |
| - Merete Pedersen - Johanna Rasmussen - Amanda Barr - Karen Carney - Fara Williams - Heidi Kackur | - Minna Mustonen - Anna-Kaisa Rantanen - Stéphanie Mugneret-Béghé - Hoda Lattaf - Elisa Camporese - Sara Di Filippo | - Heidi Christensen - Anna Sjöström - Steffi Jones - Sandra Minnert - Anja Mittag |